# VF-40
Fighter Squadron 40 o VF-40 fue una unidad de aviación de la Armada de los Estados Unidos. Creada el 15 de junio de 1943, se disolvió el 19 de noviembre de 1945. Fue el único escuadrón de la Armada de los EE. UU. designado como VF-40.

## Historia operativa
El VF-40 equipado con el F6F Hellcat apoyó la campaña de Nueva Georgia que se desplegó en Henderson Field en Guadalcanal en septiembre de 1943.  Mientras estaba desplegado en las Islas Salomón durante 1943, el VF-40 derribó 4 aviones japoneses.  El VF-40 apoyó posteriormente la campaña de Borneo (1945).